# Josef Kuchař
Josef Kuchař (Praga, 2 aprile 1901 – 13 marzo 1986) è stato un calciatore cecoslovacco, di ruolo centrocampista.

## Carriera

### Nazionale
Partecipa ai Giochi olimpici di Anversa pur non venendo mai schierato nel corso della competizione.

## Palmarès

### Club

#### Competizioni nazionali
- Campionato cecoslovacco: 1

Slavia Praga: 1925